# La meva experiència lesbiana amb la solitud
La meva experiència lesbiana amb la solitud (さびしすぎてレズ風俗に行きましたレポ, Sabishisugite Rezu Fūzoku ni Ikimashita Repo), és un manga autobiogràfic escrit i il·lustrat per Nagata Kabi. Va ser publicant en el lloc web Pixiv i després republicat en un sol volum per l'editorial East Press en juny de 2016. L'edició en anglès, publicada per l'editorial Seven Seas Entertainment, guanyà el Premi Harvey en 2018. L'edició espanyola, publicada per Fandogamia Editorial, guanyà el Premi al Millor Manga Josei del Saló del Manga de Barcelona de 2018. El 2023, Fandogamia també va publicar el manga en català.

## Argument
És una història autobiogràfica de la mangaka Kabi Nagata, una jove japonesa que pateix diversos problemes com depressió, ansietat, patiment i conductes inadaptatives. A més explica la seva pròpia sexualitat, com a intent de madurar i buscar ser millor persona. Relata els seus mals dies, quan pateix dolors crònics i cansament constant, i dies en què reflexiona i cerca d'ajudar els seus lectors a conèixer el seu patiment, amb la intenció que no caiguin en aquests problemes. A mesura que avança la història, Nagata explica la seva condició actual, originada en acabar la secundària, punt on es va trobar amb la pregunta: "què he de fer en la meva vida?". En l'experiència sobre la seva sexualitat, relata que no va tenir una bona figura materna i explica que és important una educació sexual adequada des de petits per a tenir una bona salut mental, emocional i sexual. La seva trobada amb una noia de companyia per a satisfer els seus desitjos, ocasionà una experiència incòmoda, però conclou que el desig sexual no és alguna cosa de la qual avergonyir-se, és part de la identitat humana i s'aprèn d'aquestes experiències.

## Publicació
La història va ser escrita i il·lustrada per Kabi Nagata. L'autora ha esmentat que no va titubejar a l'hora d'usar la seva vida privada com a tema per a la seva història, no obstant això, esmenta que a l'hora de parlar en persona amb algú, és una mica introvertida. Un altre dels detalls en la producció de la seva obra és que realitzava anotacions per a evitar caure en sentiments negatius. La història va ser publicada, al principi, en el lloc web per a artistes Pixiv, on va cridar l'atenció de l'editorial East Press, els quals van republicar el manga en un volum. Va sortir a la venda el 17 de juny de 2016 i va incloure a la publicació material addicional. L'editorial estatunidenca Seven Seas Entertainment va adquirir la llicència del manga i el va publicar en anglès el 6 de juny de 2017 en un sol volum. A Espanya, el còmic primerament va ser publicat per Fandogamia Editorial el febrer de 2018. L'edició en castellà va comptar amb la traducció de Luis Alis, així com amb una correcció de sensibilitat LGBT per part de Haizea M. Zubieta. Al Saló del Manga de Barcelona de 2022, la mateixa editorial va anunciar que publicaria La meva experiència lesbiana amb la solitud en català el 2023. Finalment, va sortir a la venda el 14 de desembre de 2023.
| Núm. | Data de publicació en català | ISBN català       |
| --- | ---------------------------- | ----------------- |
| 1 | 14 de desembre de 2023       | 978-84-18419-97-3 |
| Kabi Nagata narra la història real de la seva vida en un còmic que va publicar a la plataforma digital japonesa Pixiv i amb el qual va arribar a milions de lectors. Així ens conta com, després d'abandonar els estudis universitaris, va caure en una depressió que la va portar a buscar en llocs que no li corresponien el seu lloc en el món, i de la qual solament va poder començar a sortir quan va obrir les portes a la seva pròpia sexualitat. El que va fer va ser contractar els serveis d'una escort lesbiana i entorn d'això, antecedents i precedents, tracta aquesta història que ja és un èxit internacional de vendes. |                              |                   |

Temps després, l'autora va crear una seqüela de la història, titulada Hitori Koukan Nikki, la qual va ser publicada el desembre de 2016 per l'editorial Shōgakukan, i editada a Espanya per Fandogamia Editorial com a Diario de Intercambio (conmigo misma). En 2019 Nagata va publicar la seva següent obra autobiogràfica, titulada Genjitsu Touhi shitetara Boroboro ni natta Hanashi, que serà publicada a Espanya l'abril de 2021 amb el títol Cómo me enfrenté a la realidad y acabé hecha un trapo.

## Recepció i crítica
L'editorial Takarajimasha va rebre amb bones crítiques el manga, perquè va situar l'obra en el tercer lloc de la llista Kono Manga ga Sugoi! el 2017. Aquell mateix any va guanyar el premi al manga de l'any, atorgat per The Anime Awards de Crunchyroll. La revista Publishers Weekly i Amazon van triar-lo com el millor manga de 2017. La revista Teen Vogue va incloure el manga en la llista de millors obres per a celebrar el mes de l'orgull LGBT de 2017 i en la seva ressenya va descriure'n la història com a «emotiva i honesta».
En 2018 va guanyar el Premi Harvey en la categoria de millor manga. El diari japonès Fukui Shinbun va comentar que «els pensaments de l'autora romanen en la ment dels lectors en finalitzar el manga». El lloc web d'entreteniment Natalie va qualificar la història com «una dissertació impressionant».
Els divulgadors catalans Estrada i Bernabé van incloure La meva experiència lesbiana amb la solitud dins de la seva selecció de 501 mangues publicats en castellà, qualificant la història de «petit tresor en forma de diari que posa en relleu qüestions importants no només per a la societat japonesa, sinó també per a qualsevol altra del món occidental».